# БайБайМэн
«БайБайМэн» (англ. The Bye Bye Man; дословно — «Человек пока-пока») — американский фильм ужасов режиссёра Стэйси Тайтл, основанный на главе The Bridge to Body Island (рус. Мост к Острову Тела) от Роберта Дэймона Шнека в книге «Президентский вампир». Съёмочный период начался 2 ноября 2015 года в Кливленде, Огайо. В США фильм вышел 13 января 2017 года. В России фильм вышел 6 апреля 2017 года.

## Сюжет
Трое друзей-студентов сняли небольшой домик, чтобы заняться учебой, пока случайно не разбудили БайБайМэна, произнеся его имя вслух. Байбаймэн — слепой телепат, который может прочесть мысли своих жертв. Победить его удастся, если только не останется никого кто знает его имя.

## В ролях
| Актёр            | Роль            |
| ---------------- | --------------- |
| Даг Джонс        | БайБайМэн       |
| Дуглас Смит      | Эллиот          |
| Майкл Трукко     | Вирджил         |
| Крессида Бонас   | Саша            |
| Люсьен Лависконт | Джон            |
| Керри-Энн Мосс   | детектив Шоу    |
| Фэй Данауэй      | вдова Редмон    |
| Клео Кинг        | миссис Уоткинс  |
| Дженна Кэнелл    | Ким             |
| Эрика Тремблэй   | Алиса           |
| Мариса Эчеверриа | Трина           |
| Ава Пеннер       | Анна            |
| Сет Уильям Мейер | капитан полиции |

## Производство
11 сентября 2014 года TWC-Dimension приобрела права на распространение по всему миру фильма «БайБайМэн». 23 июня 2015 года Los Angeles Media Fund (LAMF) приступил к финансированию и совместному производству фильма. 4 ноября 2015 года компания STX Entertainment приобрела во всем мире права на дистрибуцию фильма. Дэвид Приор также адаптировал книгу вместе с Пеннером. Мелинда Нишиока является сопродюсером фильма.

## Съемки фильма
Основные съёмки фильма начались 2 ноября 2015 в Кливленде, штат Огайо, и завершились 11 декабря 2015 года.